# هاري ويكس
هاري ويكس (بالإنجليزية: Harry Wicks)‏ هو سياسي بريطاني، ولد في 16 أغسطس 1905 في لندن في المملكة المتحدة، وتوفي في 26 مارس 1989. حزبياً، نشط في حزب العمال الاشتراكي.